# Blaue Brücke (Cham)
Die Blaue Brücke in Cham, auch als Fuß- und Radwegbrücke am Floßhafen bezeichnet, ist eine Fußgängerbrücke  in Cham in der Oberpfalz und überspannt den Fluss Regen.

## Geschichte
Der Brückenschlag zwischen der Kernstadt am rechten Ufer im Norden und der offenen Landschaft am linken Ufer hatte das Ziel, die Beziehung der Chamer Altstadt zum Regen nachhaltig zu verbessern und ist eine von 22 Baumaßnahmen, die im Zusammenhang mit der im Jahr 2001 durchgeführten Landesgartenschau Natur in Cham – Die Gartenschau am Regenbogen durchgeführt wurden.

## Konstruktion

### Überbau
Bei dieser optisch ungewöhnlichen Segmentbogenbrücke handelt es sich beim statischen System tatsächlich um eine stabüberspannte Balkenbrücke. Der Brückentrog ruht auf zwei Widerlagern und einem Zwischenpfeiler und hängt zusätzlich mit je zwei Zugstäben an den Pylonen, zwei außenliegenden Segmentbögen in der Form eines Viertelkreises. Die beiden Segmentbögen sind als geschweißte Stahlkastenprofile mit 0,5 m Breite ausgebildet und in einem Achsabstand von 4,3 m angeordnet. Sie stützen sich über jeweils zwei Kastenstützen auf dem Zwischenpfeilers ab und sind an einem Ende mit dem linksseitigen Widerlager verbunden. Die Höhe des Kastenprofils der Bögen verjüngt sich zu den Enden hin von 1,2 m auf 0,5 m. Die Bögen sind durch drei Riegel miteinander verbunden.
Der Trogbalken hat bei einer Breite von 3,5 m eine Nutzbreite zwischen den Handläufen von drei Metern.

### Unterbauten
Die Brückenlager sind auf Bohrpfählen gegründet. Das linksseitige Lager liegt 1,4 m tiefer als das rechtsseitige Lager. Die Höhenauslegung inklusive Sicherheitszuschlag erfolgte auf HW 100, was am Brückenstandort mit 369,60 m ü.NN angegeben ist.

## Bauausführung
Auf der Baustelle wurde die gesamte Konstruktion aus vorgefertigten Teilstücken durch Schraubverbindungen gefügt. Die Herstellung der Teilstücke inklusive einer mehrlagigen blauen Beschichtung zum Korrosionsschutz erfolgte in einem Stahlbaubetrieb.